# Журавский, Михаил Евгеньевич
Михаи́л Евге́ньевич Жура́вский (1871 — после 1917) — староконстантиновский уездный предводитель дворянства в 1901—1914 гг., член I Государственной думы от Волынской губернии.

## Биография
Православный. Из дворян. Землевладелец Староконстантиновского уезда (на 1913 год — 512 десятин при селе Чернелевка).
Окончил Николаевское инженерное училище, откуда выпущен был офицером в 1890 году. Служил в полевых инженерных войсках. В 1894 году вышел в запас в чине поручика и посвятил себя сельскому хозяйству. В своем имении организовал прекрасно поставленную школу и состоял её попечителем. В 1901 году был назначен староконстантиновским уездным предводителем дворянства. Кроме того, состоял почетным мировым судьей Староконстантиновского округа и председателем местного сельскохозяйственного общества.
В 1906 году был избран членом I Государственной думы от общего состава выборщиков Волынского губернского избирательного собрания. Входил в группу беспартийных. Состоял членом аграрной комиссии.
В 1911 году, с введением выборного земства в Западном крае, был избран Староконстантиновским уездным предводителем дворянства, а также председателем уездной земской управы и занимал обе должности в течение одного трехлетия. На 1915 год  — изяславльский уездный предводитель дворянства, однако уже в следующем году уступил эту должность Н. Н. Шабельскому. Дослужился до чина коллежского советника. Из наград имел ордена св. Анны 3-й степени (1903), св. Станислава 2-й степени (1908) и св. Владимира 4-й степени (1911), а также медаль в память 300-летия царствования дома Романовых.
Судьба после 1917 года неизвестна. Был женат.